# Cartuchos Calhoon
Cartuchos Calhoon é a designação de uma classe de cartuchos de calibre .19" (4,83 mm) criados por James Calhoon, um designer de armas de fogo com interesse balístico nesse calibre. Calhoon começou a trabalhar com calibre .19 depois que seu interesse foi despertado ao aprender sobre os testes britânicos de rifle de pequeno calibre no início dos anos 70. Os rifles calibre .19 têm estriamento mais grosso que os rifles calibre .17 e .20, o que ajuda o cano a ficar limpo por mais tempo e aumenta sua vida útil.

## Variantes
.19 Calhoon Hornet
.19-223
.19 Badger